# Berge (Großpostwitz)

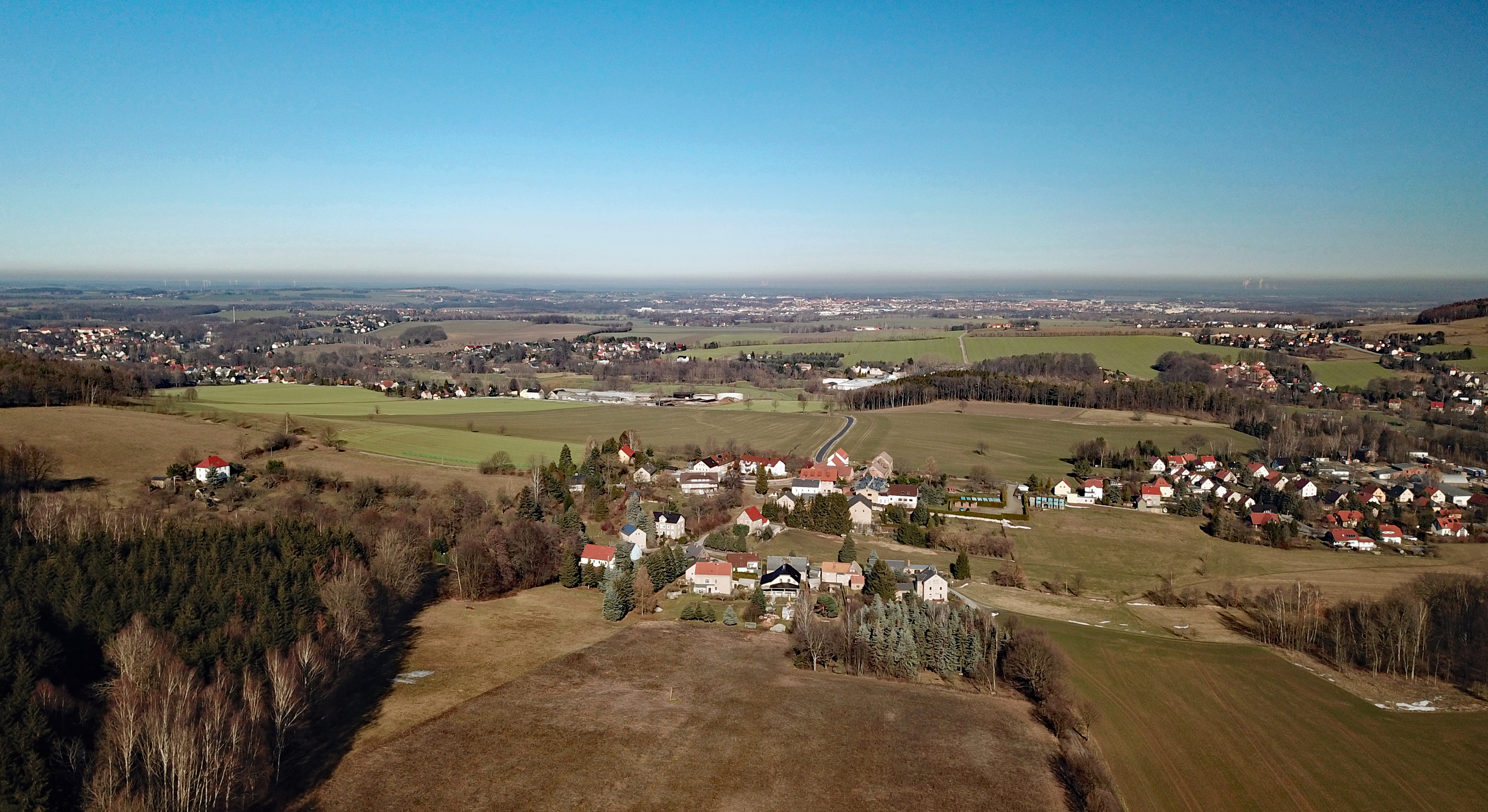
Luftbild

Berge, sorbisch Zahorⓘ, ist ein Ortsteil der Gemeinde Großpostwitz in Sachsen. Der Ort im Landkreis Bautzen zählt zum offiziellen sorbischen Siedlungsgebiet in der Oberlausitz.

## Geographie
Berge befindet sich südöstlich von Bautzen an der Straße von Großpostwitz nach Obergurig im Lausitzer Bergland. Das Dorf liegt am Nordosthang des 384 m hohen Sonnenberges über dem Tal der Spree. Überragt wird Berge im Westen vom 447,4 m hohen Mönchswalder Berg.

## Geschichte
Der Fund eines Axthammers aus der Jungsteinzeit und ein 1920 zwischen Berge und Lehn entdecktes Grab aus der Bronzezeit deuten auf eine frühzeitliche Besiedlung der Nordostflanke des Mönchswalder Berges hin. Der aus zwei Siedlungskernen bestehende Ort entstand wahrscheinlich als slawischer Quellweiler, über dem während der Kolonisationszeit eine platzartige Siedlung aus mehreren Dreiseithöfen angelegt wurde. 
Die erste Erwähnung von „Bergk“ erfolgte 1383. Im Jahre 1482 wurde der Ort „Perig“ genannt. Bis 1486 gehörte das Dorf zu den Besitzungen des Rittergutes Eulowitz, danach zu den Gütern des Klosters St. Marienstern. 1936 wurde Berge nach Großpostwitz eingemeindet.
Im oberen Teil des Ortes befinden sich fünf Dreiseithöfe, darunter das Erbgericht Berge, in dem früher im Winter nach alter Tradition die „Bergsche Fastnacht“ gefeiert wurde. Im 20. Jahrhundert entstanden entlang der Straße nach Großpostwitz Neubauten, die den Ort mit dem Großpostwitzer Bahnhofsviertel verbinden. Das einzige erhaltene Umgebindehaus ist das Haus Nr. 4 aus dem Jahre 1787.

## Bevölkerung und Sprache

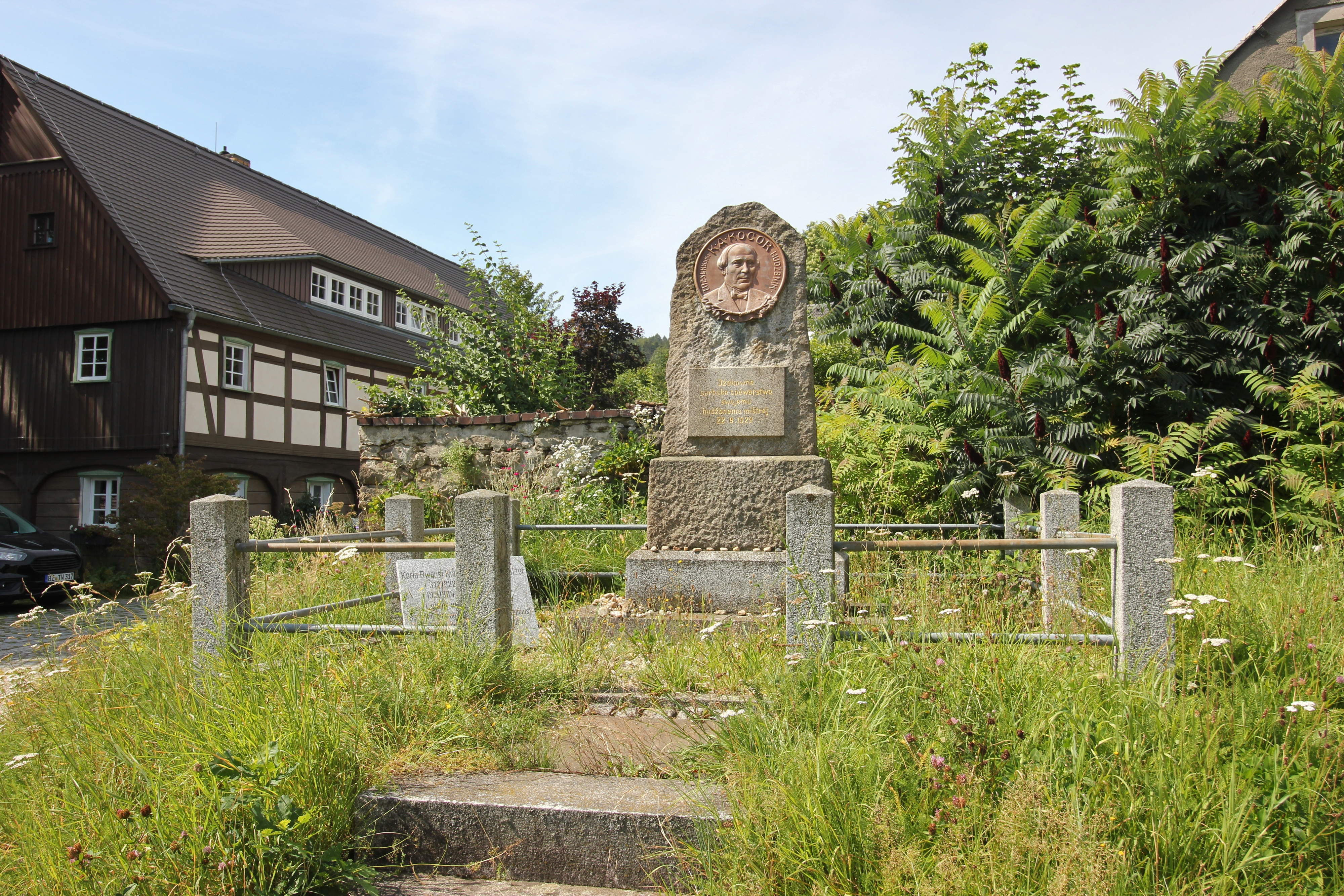
Kocor-Denkmal und denkmalgeschütztes Umgebindehaus in Berge

Für seine Statistik über die sorbische Bevölkerung in der Oberlausitz ermittelte Arnošt Muka in den achtziger Jahren des 19. Jahrhunderts eine Bevölkerungszahl von 145 Einwohnern; darunter waren 112 Sorben (77 %) und 33 Deutsche. Damals lag Berge am südlichen Rand des sorbischen Mehrheitsgebietes in der Oberlausitz. Der Sprachwechsel zum Deutschen vollzog sich hier im Wesentlichen in der ersten Hälfte des 20. Jahrhunderts. Seither ist die Sprache aus dem Alltag weitgehend verschwunden.

## Persönlichkeiten
In Berge wurde 1822 der sorbische Komponist Korla Awgust Kocor (Karl August Katzer) geboren. Vor seinem Geburtshaus wurde ihm 1929 ein sorbischsprachiges Denkmal errichtet.